# Spilotes
Spilotes es un género de serpientes de la familia Colubridae y subfamilia Colubrinae. Incluye a dos especies que se distribuyen por Sudamérica y América Central. 
Pseustes fue considerado en 2013 sinónimo de Spilotes, y las especies del género fueron movidas a los géneros Phrynonax y Spilotes.

## Especies
Se reconocen a las siguientes especies:
- Spilotes pullatus (Linnaeus, 1758)
- Spilotes sulphureus (Wagler, 1824)